# 白鳥世明
白鳥 世明（しらとり せいめい、1963年6月6日 - ）は、日本の工学者（電子電気材料工学・複合材料表界面工学）。学位は博士（工学）（東京工業大学・1992年）。謝 世明（しゃ しみん、しゃ せいめい）名義でも論文を発表している。
千葉大学工学部助手、慶應義塾大学理工学部教授を歴任した。

## 来歴

### 生い立ち
1963年（昭和38年）に生まれた。開成高校を卒業後、早稲田大学に進学し、理工学部の電子通信学科にて学んだ。1987年（昭和62年）3月、早稲田大学を卒業した。その後、東京工業大学の大学院に進学し、工学研究科の電気電子工学専攻にて学んだ。1989年（平成元年）3月、東京工業大学の大学院における修士課程を修了した。それに伴い、工学修士の学位を取得した。また、大学院在学中に「微小孔脂質系に現れる電位自励振動現象」と題した博士論文を執筆した。1992年（平成4年）3月には大学院における博士課程を修了した。それに伴い、博士（工学）の学位を取得した。1995年に日本に帰化。

### 工学者として
大学院修了後は千葉大学に採用され、1992年（平成4年）4月から1994年（平成6年）3月まで工学部で助手として勤務した。1994年（平成6年）4月、慶應義塾大学に転じ、1997年（平成9年）3月まで理工学部の講師を務めた。その後、アメリカ合衆国に渡り、1997年（平成9年）4月から1998年（平成10年）3月までマサチューセッツ工科大学に客員研究員を務めた。日本に帰国後、2000年（平成12年）4月に慶應義塾大学にて理工学部の助教授に就任した。なお、学校教育法の一部を改正する法律により、助教授は2007年（平成19年）より准教授となった。その傍ら、2002年（平成14年）3月に、大学発ベンチャーとして白鳥ナノテクノロジーを設立した。設立当初は有限会社であったが、2003年（平成15年）4月に株式会社化しており、その後SNTに改組した。2014年（平成26年）4月からは理工学部で教授を務めた。

## 研究
研究分野は、ナノテクノロジー・コントロール・薄膜。
ウェットプロセスを用いたナノテクノロジーをコアとした研究の実用化、商品化に力を注いでいる。アンモニアガスセンサ、口臭センサやフィルタ、太陽電池、撥水などの研究開発を行なっているが、どの研究も環境にやさしいテクノロジーを目標としている。この成果の一部である青果物の鮮度保持材「やさシート」の販売も行なっている。この「やさシート」は、産学官連携分野において規模と栄誉で大きい産学官連携功労者表彰文部科学大臣賞を受賞している（2003）。
COE採択メンバー。21世紀COEプログラム・化学・材料科学分野、ライフコンジュゲートケミストリー。

## 略歴
- 1987年 - 早稲田大学理工学部卒業[5]。
- 1989年 - 東京工業大学大学院工学研究科修士課程修了[5]。
- 1992年 - 東京工業大学大学院工学研究科博士課程修了[5]。
- 1992年 - 千葉大学工学部助手[9]。
- 1994年 - 慶應義塾大学理工学部講師[9]。
- 1997年 - マサチューセッツ工科大学客員研究員[9]。
- 2000年 - 慶應義塾大学理工学部助教授[9]。
- 2007年 - 慶應義塾大学理工学部准教授。
- 2014年 - 2019年 慶應義塾大学理工学部教授[9]。
- 2019年 - 窃盗の現行犯で千葉県警察に逮捕されたことを受け[11]、慶應義塾大学より懲戒解雇処分[12]。

## 賞歴
- 1999年 - 電気学会優秀論文発表賞[13]。
- 2002年 - 慶應義塾大学知的資産センター賞[14]。
- 2002年 - 日経優秀製品・サービス賞優秀賞[14]。
- 2003年 - 産学官連携功労者表彰文部科学大臣賞[14]。
- 2016年 - 慶應テクノモールアワード[14]。
- 2018年 - 慶應テクノモールアワード[14]。

## 著作

### 共著
- 白鳥世明・二瓶栄輔共著『工科系電磁気学』裳華房、2003年。ISBN 4785322152

### 寄稿、分担執筆、等
- 岩波書店編集部編『岩波科学百科』岩波書店、1989年。ISBN 4000800701
- 高橋清ほか監修『工業材料大辞典』工業調査会、1997年。ISBN 4769370555
- 『有機ELディスプレイにおける材料技術と素子の作製』技術情報協会、2002年。ISBN 490631760X
- 權田俊一監修、小川正毅・多賀康訓編『薄膜作製応用ハンドブック』21世紀版、エヌ・ティー・エス、2003年。ISBN 4860430190
- 『有機トランジスタの動作性向上技術――材料開発・作製法・素子設計』技術情報協会、2003年。ISBN 4861040027
- 日本表面科学会「新訂版・表面科学の基礎と応用」編集委員会編『表面科学の基礎と応用――日本表面科学会設立25周年記念』新訂版、エヌ・ティー・エス、2004年。ISBN 4860430514
- New nanotechnology research, John P. Reece (ed.), Nova Science Publishers, 2006. ISBN 1600212131
- Eugene V. Dirote, Nanotechnology at the Leading Edge, Nova Science Publishers, 2006. ISBN 9781600210181
- 21世紀COEプログラム慶應義塾大学ライフコンジュゲートケミストリーPJ編『ライフコンジュゲートケミストリー』三共出版、2006年。ISBN 4782705263
- 加工技術研究会編集企画『コンバーティング・テクノロジー便覧――コーティングとその技術融合の可能性を探る』加工技術研究会、2006年。ISBN 4906451330
- 中本高道編著『嗅覚ディスプレイ――におい・香りのマルチメディアツール』フレグランスジャーナル社、2008年。ISBN 978-4-89479-146-6
- 辻井薫監修『撥水・撥油の技術と材料』シーエムシー出版、2008年。ISBN 978-4-7813-0076-4
- 白井汪芳監修『機能性繊維の最新技術』シーエムシー出版、2009年。ISBN 978-4-7813-0121-1